# Paksy-Kiss Tibor
Vitéz battyáni Paksy-Kiss Tibor (Monostorpályi, 1892. január 14. – Budapest, 1967. szeptember 10.) magyar csendőr ezredes, aki 1944-ben, Magyarország német megszállását követően az észak-erdélyi zsidóság deportálásában vezető szerepet játszott.

## Élete
Paksy-Kiss Tibor 1892-ben született Monostorpályiban. 1912-ben került a Magyar Királyi Csendőrség kötelékébe, 1931-ben a debreceni VI. csendőrkerület nyomozó alosztályának parancsnokává nevezték ki. 1936-tól Mátészalkán teljesített szolgálatot, majd a második bécsi döntés végrehajtása után, 1940. november 23-tól a nagyváradi csendőriskola parancsnoka lett, ezt a tisztségét 1942. július 31-ig betöltötte. 
1942. július 31-én a kolozsvári IX. csendőrkerület parancsnokává nevezték ki, beosztásában a német megszállást követően is megmaradt és 1944. tavaszán részt vett az észak-erdélyi zsidóság gettósításában, majd deportáltatásában. 1944. szeptember 8-án felmentették beosztásából és helyére október 8-án Péterffy Jenő csendőr alezredest nevezték ki a csendőrkerület parancsnokának, melynek azonban ekkor már jelentős része szovjet megszállás alatt volt. 
A háború után, 1945. október 19-én letartóztatták, majd a budapesti népbíróság háborús bűnösként 1946. szeptember 11-én 15 év börtönre ítélte. 1945-ben Románia is kikérte Magyarországtól, mint háborús bűnöst, de kiadatására nem került sor, így a kolozsvári népbíróság 1946. május 31-én távollétében ítélte halálra. 
Paksy-Kiss Tibort a márianosztrai börtönben tartották fogva, 1956. június 28-án amnesztiával szabadlábra helyezték. 1967-ben halt meg Budapesten.